# 14349 Nikitamikhalkov
14349 Nikitamikhalkov (1985 UQ4) là một tiểu hành tinh nằm phía ngoài của vành đai chính được phát hiện ngày 22 tháng 10 năm 1985 bởi L. V. Zhuravleva ở Đài vật lý thiên văn Crimean.